# Aïn El Hammam
Aïn El Hammam (în arabă عين الحمام) este o comună din provincia Tizi-Ouzou, Algeria.
Populația comunei este de 20.401 locuitori (2008).